# Jan Stanisław Jankowski
Jan Stanisław Jankowski (pseudonimi Doktor, Jan, Klonowski, Sobolewski, Soból; 6 maggio 1882 – 13 marzo 1953) è stato un politico polacco, figura di spicco nella resistenza civile polacca durante la seconda guerra mondiale e un delegato del governo in patria.

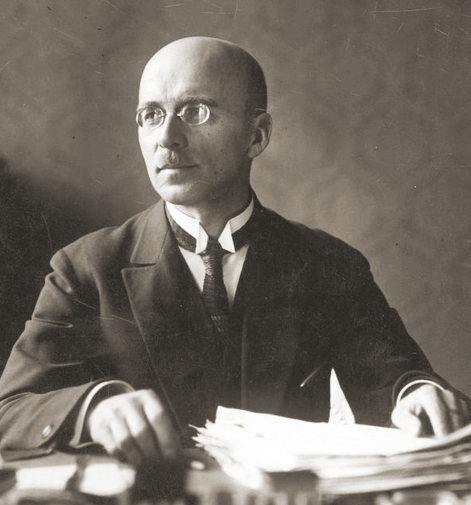
Jan Stanisław Jankowski (1926)

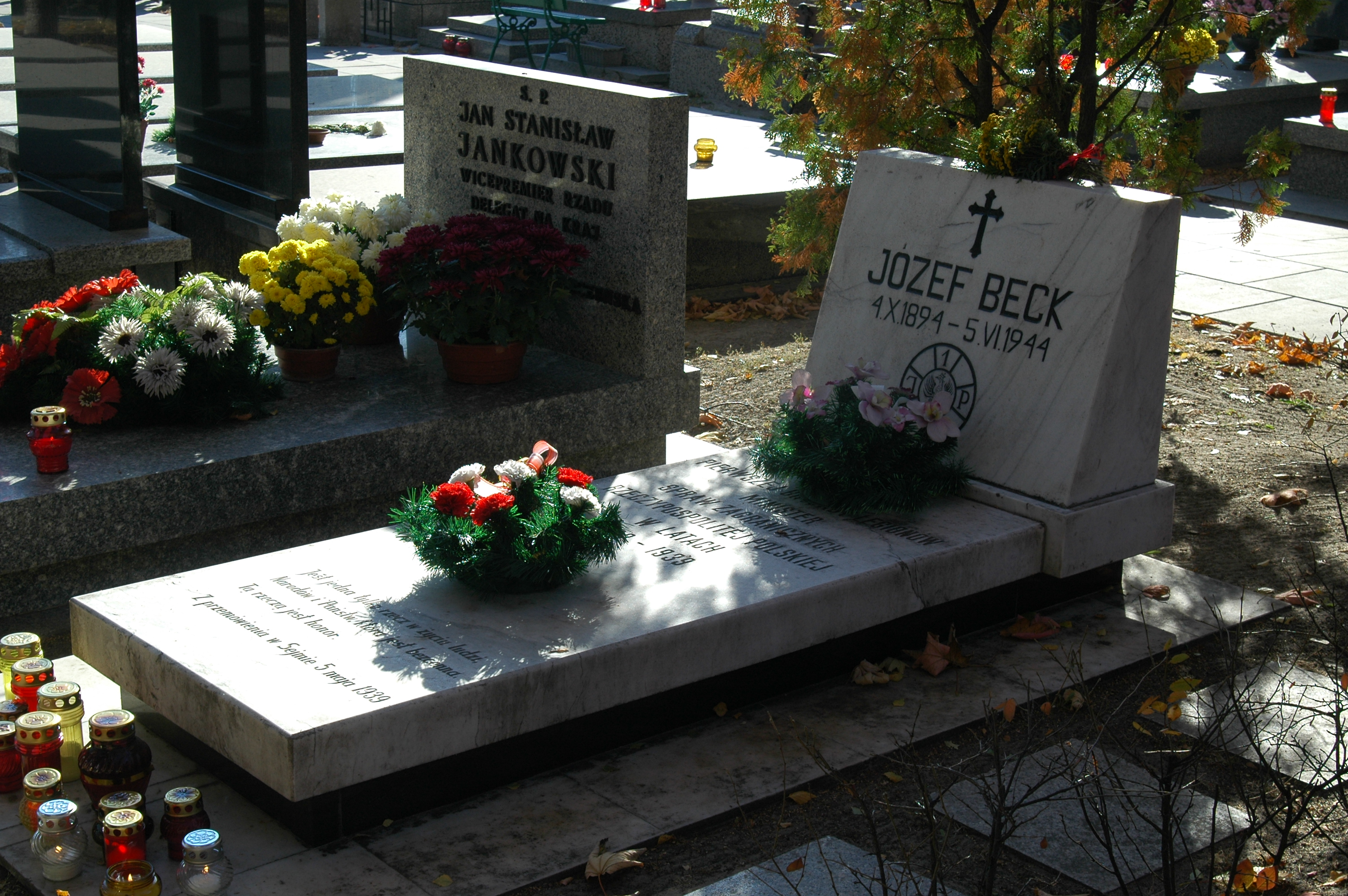
Tomba simbolica di Jankowski (lontano), accanto alla tomba di Józef Beck al cimitero militare Powązki di Varsavia

Arrestato dall'NKVD, fu condannato al Processo dei sedici e assassinato in una prigione sovietica.

## Biografia
Jankowski nacque nel villaggio di Krasowo Wielkie nel Governatorato di Łomża (ora nella contea di Wysokie Mazowieckie), a circa 60 chilometri da Varsavia. Proveniente da una famiglia di szlachta locale (nobilità locale), ricevette la propria educazione nella Galizia austro-ungarica. Sin dall'inizio della sua giovinezza si dedicò alla politica. Da socialista, nel 1906, fu tra i cofondatori dell'Unione Nazionale dei Lavoratori. Nel 1912 entrò nel KTSSN, una confederazione con sede in Galizia di tutte le fazioni politiche sostenitrici dell'Austria-Ungheria come unico stato in grado di riunire e liberare la Polonia dopo circa un secolo di partizioni. Nel 1915, allo scoppio della Grande Guerra, entrò a far parte delle Legioni Polacche.
Dopo la proclamazione di Indipendenza della Polonia, sancita nel 1919 dal Trattato di Versailles, Jankowski decise di proseguire la propria l'attività in politica. Nel 1920 fu tra i co-fondatori del Narodowa Partia Robotnicza (Partito Nazionale dei Lavoratori) (NPR), che diresse fino al 1923 e di cui rimase vicepresidente fino al 1933. In qualità di politico più importante della NPR, tra il 1921 e il colpo di stato di maggio del 1926 fu ministro del lavoro e delle politiche sociali nel governo della Polonia. Nel 1928 venne eletto membro del Sejm, seggio che mantenne fino al 1935. Nel 1937 si unì al Partito laburista polacco divenendone uno dei leader.
Dopo la guerra difensiva polacca del 1939 rimase in Polonia contribuendo alla ricostruzione del suo partito in condizioni di clandestinità. Dopo la creazione delle fondamento dello Stato segreto polacco, nel 1941 Jankowski divenne direttore del lavoro e dell'assistenza sociale (un ministro de facto ) dell'ufficio del delegato del governo in patria. Dopo l'arresto di Jan Piekałkiewicz da parte della Gestapo nel febbraio 1943, Jankowski lo sostituì come delegato del governo in patria, sotto il grado formale di vice primo ministro della Polonia. Il 31 luglio 1944 approvò la decisione di dare l'avvio all'insurrezione di Varsavia. Durante i combattimenti a Varsavia rimase vicino al quartier generale dell'Armia Krajowa, ma perse ogni contatto con la maggior parte delle cellule dell'Ufficio del Delegato del Governo presenti in altre parti della Polonia. Dopo la capitolazione di Varsavia ai tedeschi, lasciò la città insieme ai civili e riuscì a nascondersi in campagna, da dove continuò le sue funzioni.
Nel marzo 1945 fu arrestato dall'NKVD e portato a Mosca, dove fu processato insieme ad altri 15 rappresentanti delle autorità polacche. Dopo tre mesi di brutali interrogatori e torture, gli furono presentate false accuse di collaborazione con la Germania nazista, sabotaggio, terrorismo, pianificazione di un'alleanza militare con la Germania nazista, possesso di un trasmettitore radio e molte altre accuse inventate. Fu condannato a otto anni in una prigione sovietica e lì morì, probabilmente assassinato il 13 marzo 1953, due settimane prima della fine della pena. Il suo corpo fu probabilmente sepolto nella prigione di Vladimir su Klyazma, anche se il luogo della sua morte, così come il luogo della sua sepoltura, rimangono secretati.
Oltre ai Virtuti Militari (5ª classe), che ha ricevuto per servigi resi durante la Rivolta di Varsavia, nel 1995 Jankowski fu insignito postumo dell'Ordine dell'Aquila Bianca.